# Diplocheila major
Diplocheila major är en skalbaggsart som beskrevs av Leconte. Diplocheila major ingår i släktet Diplocheila och familjen jordlöpare. Inga underarter finns listade i Catalogue of Life.